# Nagari Silayang
Nagari Silayang is een bestuurslaag in het regentschap Pasaman van de provincie West-Sumatra, Indonesië. Nagari Silayang telt 3749 inwoners (volkstelling 2010).